# 御成通
御成通（おなりとおり、おなりどおり）は、愛知県名古屋市北区にある地名。現行行政地名は御成通1丁目から御成通4丁目。住居表示未実施。

## 地理
名古屋市北区南東部に位置する。東は上飯田南町・八龍町・平安、西は織部町・下飯田町、南は平安通、北は上飯田通に接している。南から順に1丁目 - 4丁目がある。

## 歴史

### 地名の由来
「名北小学校誌」・「飯田小学校誌」によると、1927年（昭和2年）の昭和天皇行幸の際に道路を拡張・整備したことから命名されたと伝わるという。

### 沿革
- 1932年（昭和7年）9月1日 - 名古屋市東区下飯田町字仲ノ川・郷添・堀ノ内・畑得・松元の各一部により、同区御成通として成立[2][3]。
- 1944年（昭和19年）2月11日 -  北区成立に伴って、同区に編入[1][3]。
- 1956年（昭和31年）8月5日 - 上飯田町字堀之内の一部を4丁目に編入[2][3]。
- 2004年（平成16年）11月20日 - 1〜2丁目の一部が平安二丁目となる[WEB 5]。

## 世帯数と人口
2019年（平成31年）1月1日現在の世帯数と人口は以下の通りである。
| 町丁   | 世帯数  | 人口  |
| ------ | ------- | ----- |
| 御成通 | 293世帯 | 485人 |

### 人口の変遷
国勢調査による人口の推移
| 2000年（平成12年） | 655人 | [ WEB 6 ] |  |
| 2005年（平成17年） | 465人 | [ WEB 7 ] |  |
| 2010年（平成22年） | 476人 | [ WEB 8 ] |  |
| 2015年（平成27年） | 506人 | [ WEB 9 ] |  |

## 学区
市立小・中学校に通う場合、学校等は以下の通りとなる。また、公立高等学校に通う場合の学区は以下の通りとなる。
| 番・番地等 | 小学校               | 中学校                 | 高等学校 |
| ---------- | -------------------- | ---------------------- | -------- |
| 全域       | 名古屋市立飯田小学校 | 名古屋市立大曽根中学校 | 尾張学区 |

## 交通

### 鉄道
町域を以下の路線が通過するが、駅は設置されていない。
- 名古屋市営地下鉄（名古屋市交通局）
  - 上飯田線

かつては、当地名を冠した路面電車が町域を通過していたが、1971年2月1日をもって廃止されている。
- 名古屋市電（名古屋市交通局）
  - 名古屋市電御成通線 - 御成通三丁目電停

### バス
- 名古屋市営バス（名古屋市交通局）
  - 御成通三丁目停留所 幹名駅1系統（名古屋駅行 上飯田行）・栄14系統（栄行 上飯田行）・曽根13系統（大曽根行 如意車庫前行）・鶴舞11系統（鶴舞公園前行 上飯田行）・北巡回（黒川行）・楠巡回（如意車庫前行）
- このほか、スパガーラ送迎バスがパチンコラッキー1番上飯田店の前から出ている。

## 施設
- 中日信用金庫上飯田支店
- 三十三銀行上飯田支店
- 都市機構御成通団地
- 中部電力パワーグリッド北営業所
- 能美防災名古屋支社

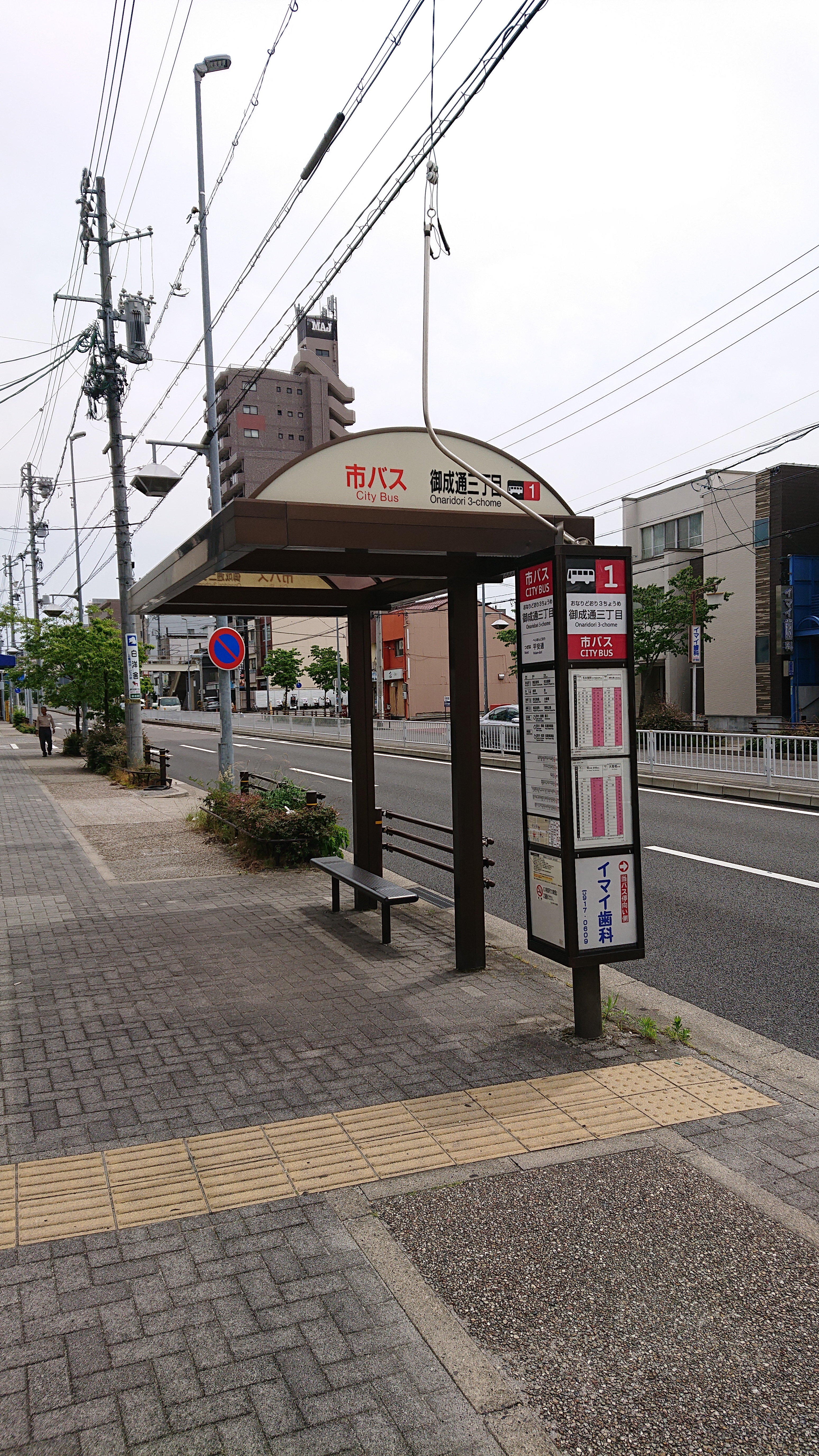
名古屋市営バス御成通三丁目停留所
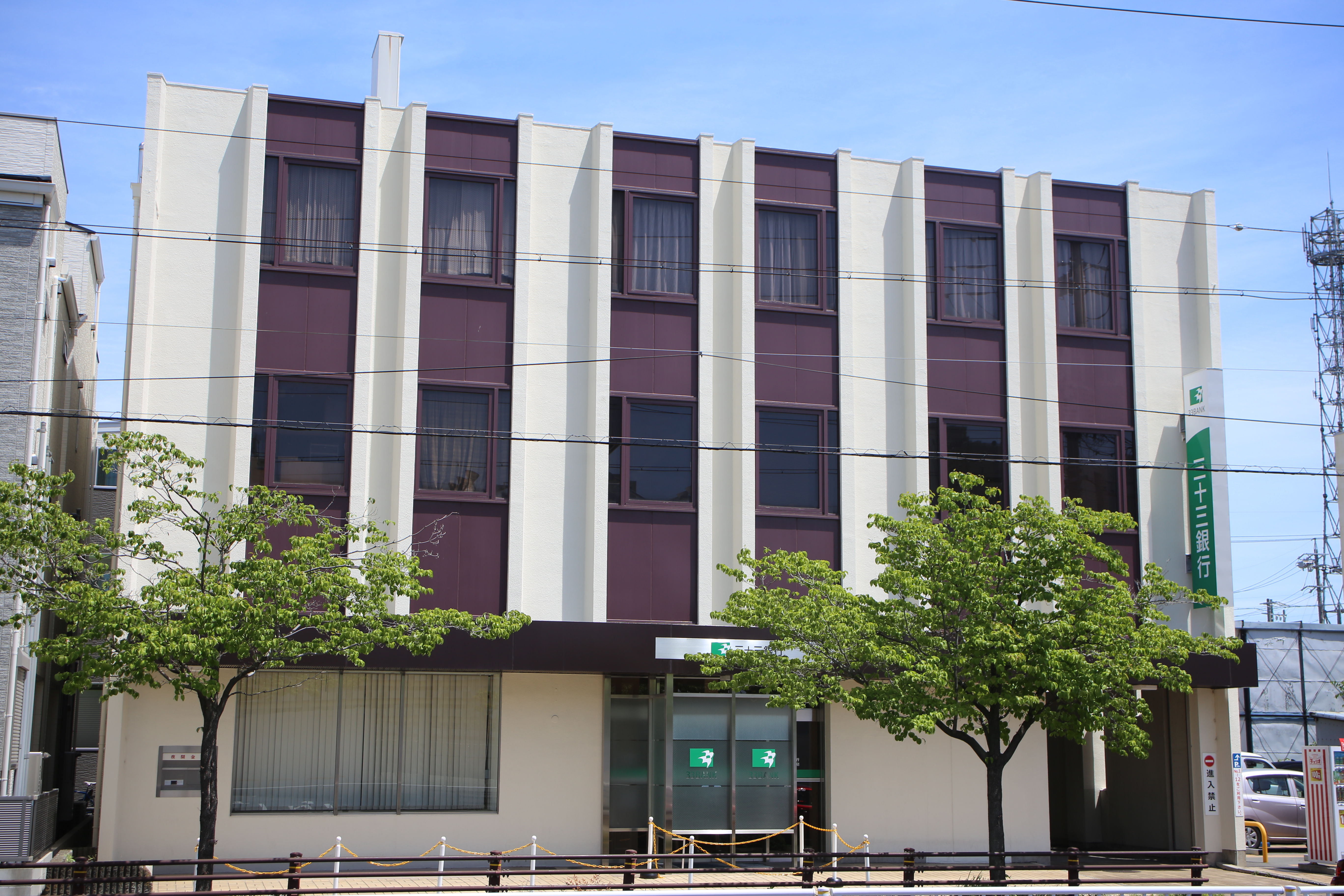
三十三銀行上飯田支店
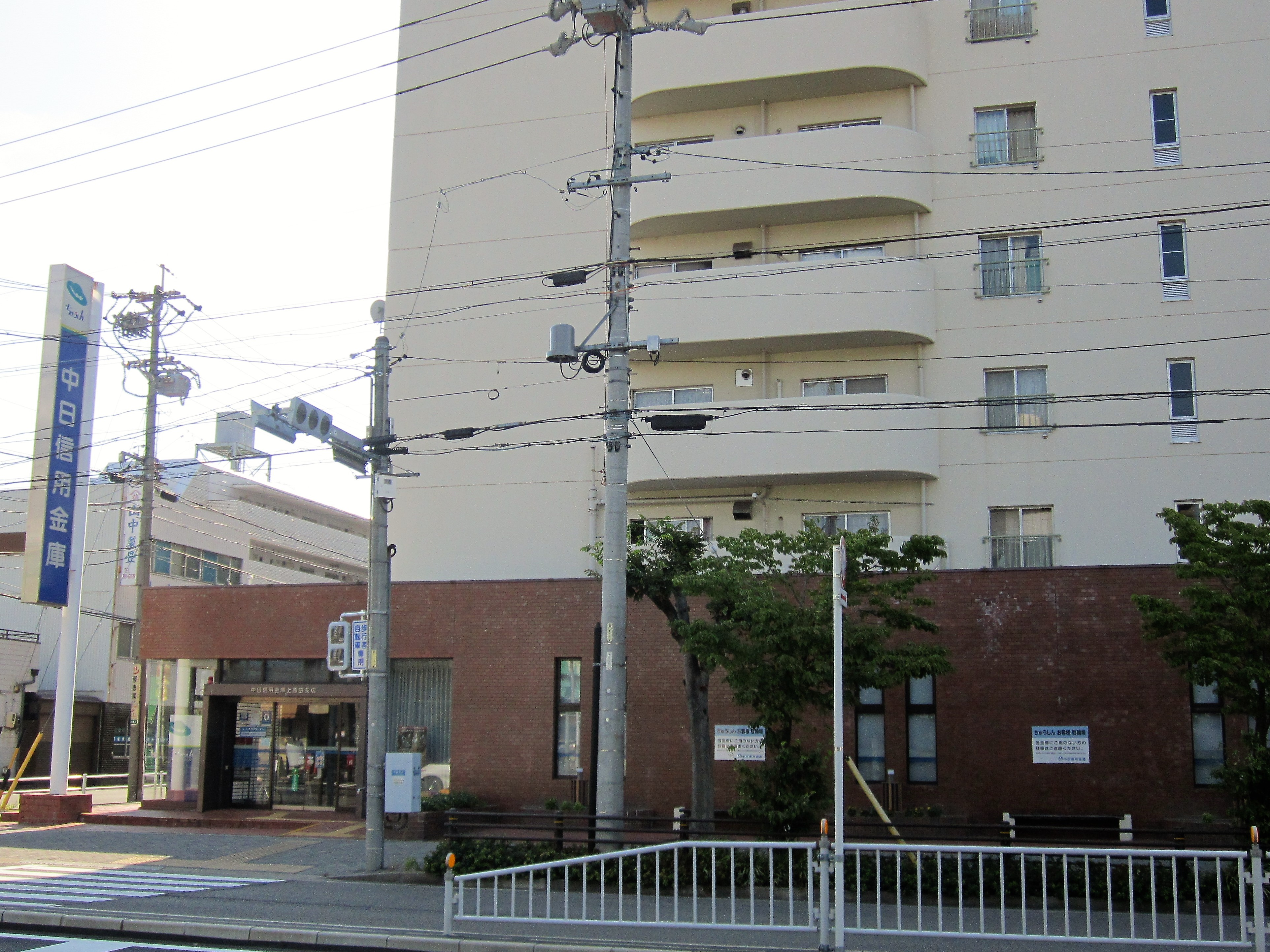
中日信用金庫上飯田支店

## その他

### 日本郵便
- 郵便番号 : 462-0807[WEB 2]（集配局：名古屋北郵便局[WEB 12]）。